# Gennadios Scholarios
Gennadios II. Scholarios (řecky Γεννάδιος Βʹ Σχολάριος, původně Georgios Kourtesios Scholarios, Γεώργιος Κουρτέσιος Σχολάριος; kolem roku 1405 Konstantinopol – po roce 1472 Serres) byl první ekumenický patriarcha Konstantinopole (1454–1464) pod tureckou nadvládou. Byl také předním řeckým pravoslavným aristotelsky orientovaným teologem a polemikem své doby.

## Život
Georgios Scholarios se v letech 1438/39 zúčastnil ferrarsko-florentského koncilu jako sekretář císaře Jana VIII. a zpočátku podporoval zde dohodnuté spojení se západní církví, ale to ho stále více zklamávalo. Od roku 1449/50 žil pod jménem Gennadios jako mnich v klášteře Charsianeites. Vystřídal Marka Eugenikose († 1445) jako vůdce protiflorentské paralelní hierarchie, která se ustavila v Konstantinopoli, „Svaté synaxi pravoslavných v Konstantinopoli“. 12. října 1452 byly v katedrále Hagia Sofia přečteny dekrety o unii a mnich Gennadios se jako zahořklý odpůrce unie stáhl do ústraní. Dobytí Konstantinopole unii zneplatnilo. Po dobytí Konstantinopole Osmany v roce 1453 zde Gennadios Scholarios sloužil v letech 1454 až 1456 jako nový ekumenický patriarcha – z milosti a jako propuštěnec v osobní závislosti na sultánovi Mehmedovi II. († 1481), avšak zvolený a vysvěcený podle tradičních norem. Ze západní perspektivy byl však nelegitimním vzdoropatriarchou Řehoře III. († 1459 v Římě). V roce 1456 Gennadios odstoupil z úřadu a stáhl se do kláštera v Makedonii, kde pokračoval ve své literární práci. Pozdější funkční období patriarchy (1462–1463 a 1464–1465) jsou sporná.
Gennadios byl odborníkem na západní filozofii a teologii. Jeho kolegové ho proto posměšně označovali za „latiníka“. Vyjadřoval se k aristotelským a novoplatónským textům a používal je ve výuce.
Během svého funkčního období jako ekumenický patriarcha byl Gennadios II. konfrontován nejen s reorganizací církevní správy, která se zhroutila kvůli sporům a válkám, a s korupcí duchovních až po biskupy, ale také s naléhavým problémem islamizace křesťanského obyvatelstva v důsledku nátlaku, unášení chlapců (devşirme), problémů různého druhu kolem uzavírání manželství včetně zákazu druhých sňatků křesťanům. Tváří v tvář této krizi Gennadios obhajoval velkorysé uplatňování oikonomie usnadněním rozvodu a s odkazem na Petrovo zapření také shovívavost vůči kajícím se unionistům – a v žádném případě za to nedošel všeobecného uznání. V liturgických otázkách stavěl proti jakékoli λεπτολογία (úzkoprsosti).